# لوار أتلانتيك الكلاسيكي 2016
لوار أتلانتيك الكلاسيكي 2016 (بالفرنسية: Classic Loire-Atlantique 2016 )‏ هو سباق دراجات هوائية، وهو الموسم رقم 17 من نفس السباق، وأقيم في 19 مارس 2016، وامتدّ لمسافة 182.8 كيلومتر، وهو أحد سباقات طواف أوروبا للدراجات 2016، وهو من نوع سباق يوم واحد، وقد شارك في السباق 132 متسابقاً، ووصل إلى نهايته 49 متسابقاً.
فاز فيه بالمركز الأول أنتوني تورجيس، وبالمركز الثاني Loïc Chetout ‏، وبالمركز الثالث Kévin Ledanois ‏.

## الفرق
| فرق عالمية (2)- AG2R La Mondiale - FDJ فرق قارية محترفة (9)- أندروني جوكاتولي-سيدرمك 2016 ‏ - كاجا رورال-سيغوروس 2016 ‏ - Cofidis, Solutions Crédits - ديلكو ‏ - Direct Énergie - Fortuneo-Vital Concept - Akros–Excelsior–Thömus ‏ - سبورت فلاندرين بالويس 2016 ‏ - Wanty-Groupe Gobert فرق قارية (6)- Team3M ‏ - أرمي دي تير 2016 ‏ - موسم يوسكادي مورياس 2016 ‏ - إتش بي بي تي بي – أوبير 93 ‏ - Van Rysel–Roubaix ‏ - بنجوال باوليز ساوكس دبليو بي ‏ |  |
| |  |

## وصلات خارجية
- الموقع الرسمي
- لوار أتلانتيك الكلاسيكي 2016 على موقع إحصائيات الدراجات الإحترافية (الإنجليزية)